# Electra Bicycle Company
Electra Bicycle Company — американская компания, специализирующаяся на производстве городских велосипедов, подразделение Trek Bicycle Company, была основана в Висте, штат Калифорния, в 1993 году. Создатели компании — Бен Бензигер и Джеано Эрфорт.
Electra имеет широкий выбор круизеров, а также комфортных и гибридных велосипедов. В ассортименте бренда есть фирменные аксессуары, предметы одежды и запчасти для велосипедов.

## История
Бен Бензигер, гражданин Швейцарии, вырос в посольстве Швейцарии в Западном Берлине, но всегда был увлечен Калифорнией и активными видами спорта. Когда Бензигер был подростком, он начал проектирование и изготовление сноубордов в Германии. После получения образования в сфере графического дизайна он переехал в Калифорнию. В 1990 году, во время работы на такие компании, как К2 и Adidas, Бензигер основал собственную фирму — Проджект Дизайн. Изначально он планировал заниматься производством сноубордов и скейтбордов, однако позже выяснилось, что реализовать эту идею трудно, из-за конкурентов, и Бензигер обратил свое внимание в сторону велосипедов.
Как сказал Бензигер газете San-Diego Union-Tribune: «Я обнаружил одну занимательную вещь, когда наблюдал за велосипедистами в США: все воспринимают велосипед как вид спорта, но не как удовольствие от простого передвижения по городу. Мне захотелось показать, как можно использовать велосипед в жизни».

## Основание компании
В то время на рынке почти не было представлено круизеров. «Ты мог купить либо Хаффи за $99 в Walmart, либо постараться найти подержанный велосипед и восстановить его, что очень дорого», — вспоминает 1993 год Джеано Эрфорт. Бензигер решил заниматься производством стильных и доступных круизеров для двадцатилетних и начал разрабатывать дизайн, сочетающий в себе классику и современные технологии. Тогда же Бензигер познакомился с Эрфортом, который продавал куски Берлинской стены. Эрфорт сказал, что он мог бы продавать и велосипеды Бензигера, поэтому они накопили $30000 и основали Electra Bicycle Company.
Круизеры Electra производились на фабрике на острове Тайвань и двое партнеров пытались продать их в велосипедные магазины. «Поначалу дилеры смеялись над нами», — говорит Бензигер. «Но постепенно люди начали осознавать, что им совершенно не нужен горный велосипед, чтобы добраться до продуктового магазина». Велосипедные салоны начали брать круизеры Electra под реализацию. Сегодня велосипеды Electra продаются по всей Европе, в США, Японии, Австралии и России.

## Велочопперы
В 2002 году компания разнообразила свой продукт, представив новую «Stream Ride» серию. Велосипеды этой линейки сохранили в себе традиции круизера, но впитали дух автомобильной кастомной культуры хот-род. Линии рамы стали более утрированными, так как широко применялось хромирование, а в покрасочных работах стали использовать более сложные принты с языками пламени, металлическими деталями и дикими цветами. Electra заимствовала некоторые элементы у чоппера, например, укороченные задние крылья, гоночные сликовые шины и удлиненные вилки. Модели получили истинные «хот-род» названия типа «Rockabilly Boogy» или «Rat Rod».
Самое яркое отражение кастомной автомобильной культуры Electra продемонстрировала в модели «Rat Fink», созданной по лицензии легендарного хот-роддера «Большого папочки» Эда Рота. «Мы потратили много времени на местные хот-род клубы, пока были в Калифорнии», — рассказывает Эрфорт газете Tacoma News-Tribune. «Нам хотелось создать нечто такое, что по достоинству оценят члены этого сообщества». Причудливо изогнутая рама и ядовито-зеленый цвет велосипеда обратили на себя широкое внимание прессы, что привлекло новых покупателей. Даже автомобильные энтузиасты стали покупать велосипеды Electra.

## Технология Flat-Foot

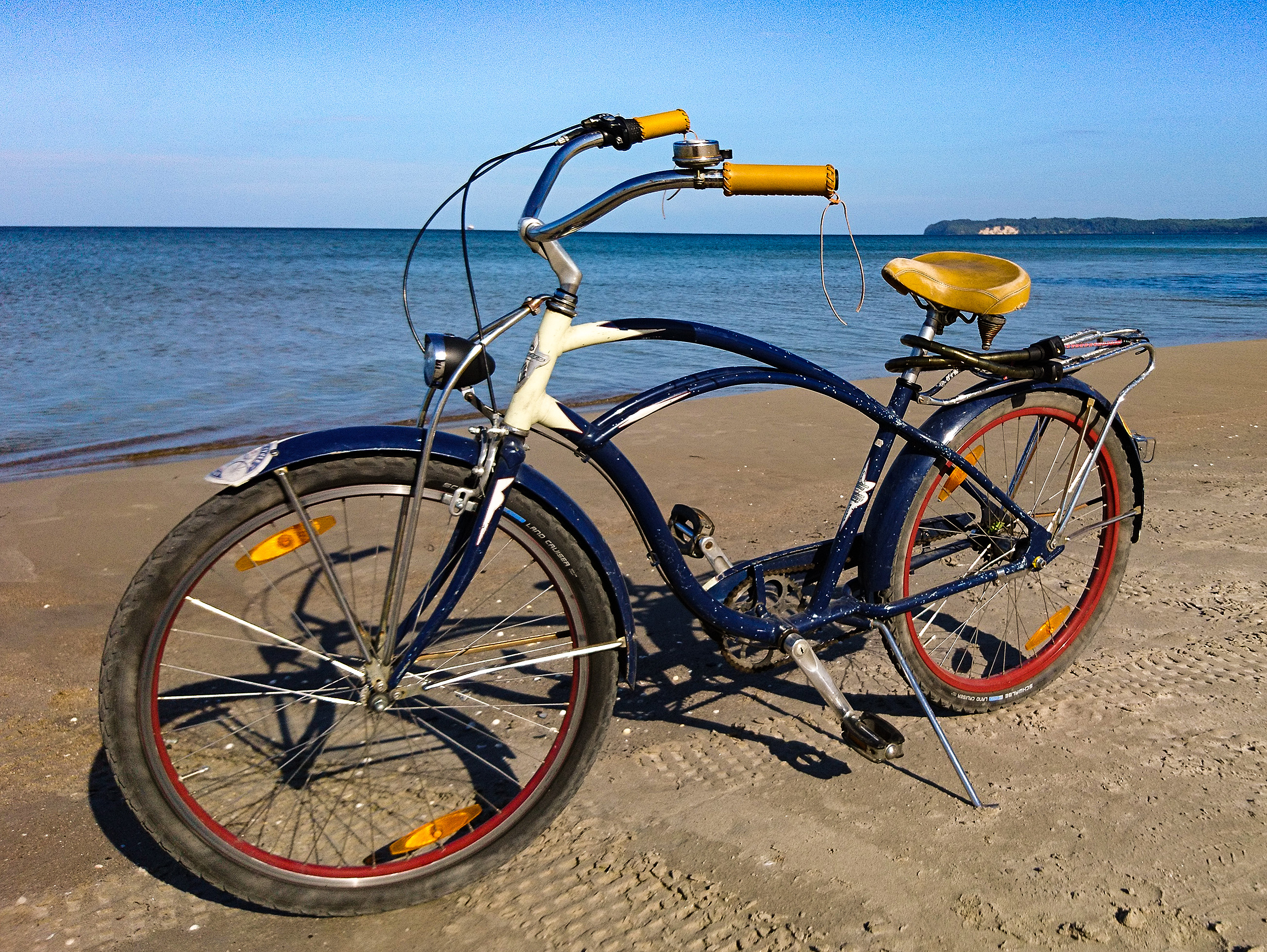
Круизер с технологией размещения каретки Flat-foot

В 2003 году компания представила новую модель под названием «Townie». Основным нововведением этого велосипеда стала технология «Flat Foot Technology».
Суть технологии заключается в изменении геометрии рамы таким образом, чтобы место крепления каретки было вынесено вперед, в отличие от традиционной конструкции рамы, при которой каретка устанавливается на пересечении нижней и подседельной трубы и нижних перьев. Такая конструкция позволяет сохранить оптимальный угол сгибания коленей и обеспечить посадку с выпрямленными ногами, спиной и шеей. Вес наездника смещается в сторону заднего колеса, мышцы рук велосипедиста разгружаются, так как не опираются на руль, а лишь ложатся сверху.
Пониженная высота седла относительно земли позволяет наезднику подстраховываться от падений и без усилий выставлять ногу при остановках без необходимости тянуться и закладывать велосипед на бок. Townie отлично подходит для первого велосипеда, так как на нем очень легко и удобно кататься, а технология Flat Foot навсегда избавляет от страха падения с велосипеда. «Велосипед должен быть прост в управлении и доставлять удовольствие», — говорит Бензигер .

## Electra в России
Официальное представительство компании в России и СНГ работает с 2010 года, и за это время велосипеды Electra приобрели популярность у широкой аудитории. Сейчас, салоны бренда работают в Москве и Санкт-Петербурге, Сочи, Екатеринбурге, Саратове, Краснодаре, Воронеже, Тюмени и Минске.
В 2013 году российское представительство Electra также получило эксклюзивные права на представление велосипедов британской марки Pashley в России. Pashley Cycles является одним из старейших велосипедных производителей в Англии. Компания была основана в 1926 году и по сей день располагается в городе Стрэтфорд-апон-Эйвон, где все модели по традиции собираются вручную. 